# Grand Assaly
Le Grand Assaly, ou pointe du Petit, est un sommet des Alpes grées culminant à 3 173 ou 3 174 m d'altitude à la frontière franco-italienne, entre la Savoie et la Vallée d'Aoste.

## Toponyme

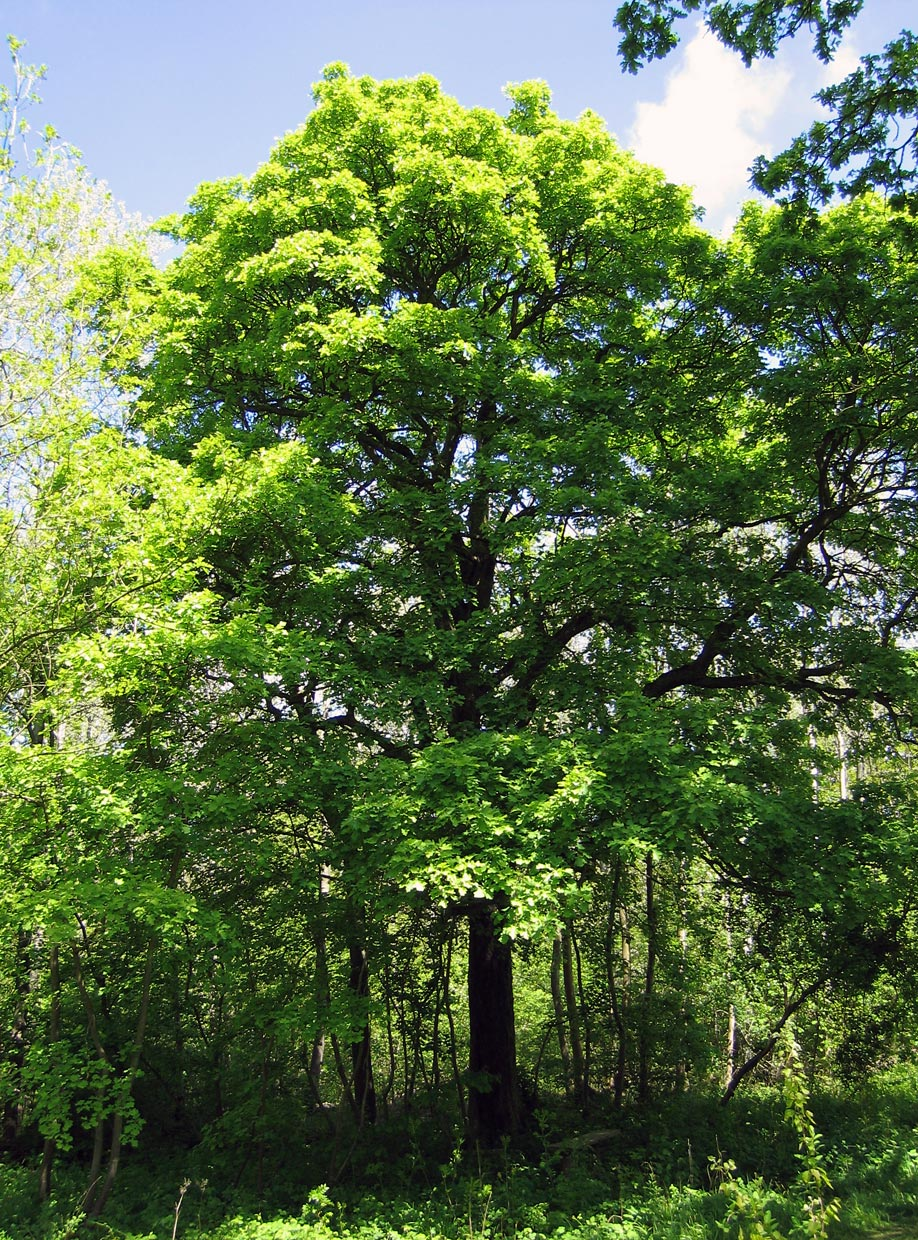
Arbre à l'origine du toponyme.

Le toponyme Assaly remonte au patois valdôtain : arsali ou ansali, « alisier »,.
Le nom pointe du Petit vient de sa géographie locale : le Grand Assaly domine le minuscule glacier du Petit et le Petit Assaly est situé juste à l'est du glacier du Grand.

## Géographie
Ce sommet de la Haute Tarentaise se trouve à la limite des communes de La Thuile et de Sainte-Foy-Tarentaise, sur la frontière franco-italienne.
Le Grand Assaly est séparé par le col du même nom d’un second sommet plus au sud, inférieur d'une vingtaine de mètres, nommé Petit Assaly (3 147 mètres) ou pointe du Grand. La montagne surplombe le glacier du Ruitor au nord et dispose d'un minuscule glacier versant français. Sur son arête orientale se trouve un gendarme très caractéristique nommé Doigt d'Assaly (2 971 mètres) du fait de sa forme très effilé. Le sommet, marqué par une croix, offre une vue panoramique sur les massifs du Mont-Blanc et du Beaufortain ainsi que sur la Grande Casse, le mont Pourri, la Tête du Ruitor et le glacier du même nom.

## Ascensions

### Itinéraires
Le sommet du Grand Assaly peut être atteint par plusieurs itinéraires différents et variés : marche glacière, course d'arête et escalade.
La voie normale, depuis l'Italie, part du refuge Deffeyes, gravit le glacier du Ruitor puis le col d'Assaly
Deux itinéraires sont possibles versant français, tous deux depuis le refuge du Ruitor :
- pilier Sud-Ouest[6], comportant sept longueurs d'escalade traditionnelle et descente via le col d'Assaly ;
- col d'Assaly : itinéraire de descente, remontée dans un pierrier jusqu'au col puis jusqu'au sommet.

### Refuges
Deux refuges se trouvent de part et d'autre de la frontière :
- le refuge italien Deffeyes (2 494 mètres) ;
- le refuge français du Ruitor (2 035 mètres).

### Doigt d'Assaly

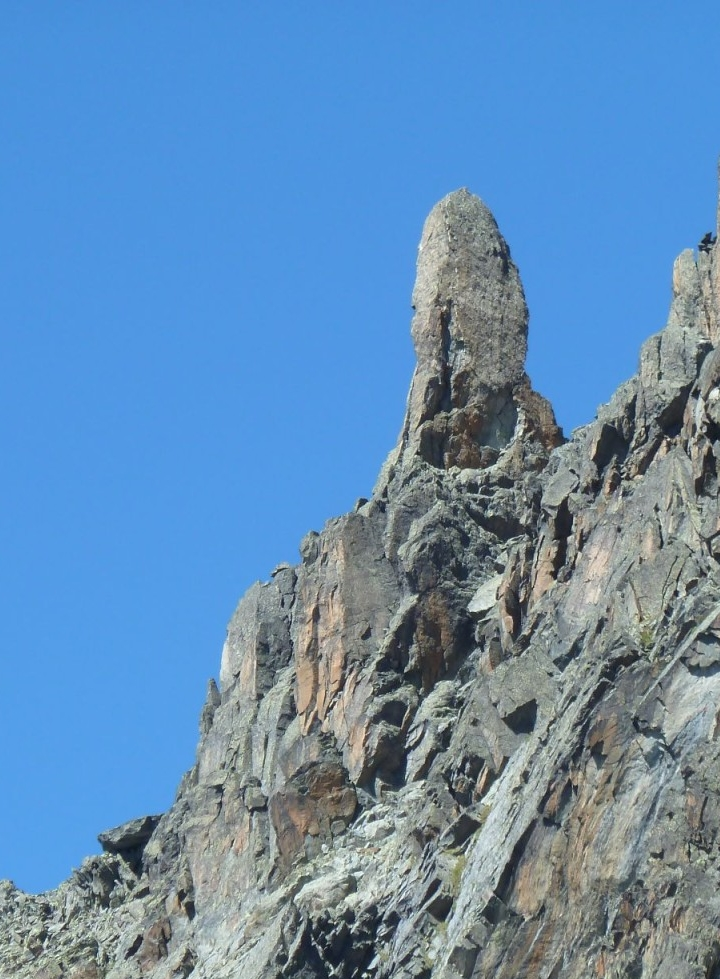
Vue du Doigt d'Assaly

Le Doigt d'Assaly a été gravi pour la première fois dans les années 1950 par des guides de Chamonix.
Il existe une grande voie d'escalade de trois longueurs en 5c.
En août 2014, un groupe de slacklineurs a posé une highline d'environ 40 mètres entre le Doigt d'Assaly et l'arête du sommet.